# Xã Henden, Quận Miner, South Dakota
Xã Henden (tiếng Anh: Henden Township) là một xã thuộc quận Miner, tiểu bang Nam Dakota, Hoa Kỳ. Năm 2010, dân số của xã này là 111 người.